# Śnieg podmuchowy
Śnieg podmuchowy – śnieg, który jest unoszony przez wiatr z powierzchni na wysokość do 2 metrów, ograniczający widoczność poziomą do poniżej 11 km.